# 恙蟲病
恙蟲病，又稱叢林斑疹傷寒，是一种斑疹伤寒，顧名思義為一種恙蟲所傳播的發熱出疹性疾病，帶有恙蟲東方體（Orientia tsutsugamushi）。被恙蟲叮咬過後，並經由其唾液使宿主感染立克次體的急性發熱性疾病。老鼠是恙蟲最常見之宿主。
具體來說，恙蟲病主要是經由某些恙蟎的品種，特別是主要在濃密的灌木叢植被裡生活的纖恙蟎；其他相關的品種還包括：L. akamushi, L. arenicola, L. fletcheri, L. pallidum 及 L. pavlovsky。一旦被這些恙蟎咬過後，會在皮膚上留下具明顯特徵的黑色焦痂，對醫生作出診斷非常有用。

## 臨床病徵
潛伏期通常為9-12天，約有50%-80%患者可在被恙蟲叮咬處發現黑色的潰瘍性焦痂，且大多為無痛性；局部淋巴腺發炎腫大，發燒至39℃以上，發燒4-5天起軀幹先出現紅色斑丘疹，繼而擴至四肢及臉，第9-10病日消退；頭痛或肌肉痛、大量出汗、結膜充血、咳嗽及腸胃系統方面的問題，如未適當治療，嚴重時會因為出血或血管內凝血而引致血壓下降、意識不清，甚或出現肺炎、心肌炎等併發症，又或休克現象，死亡率可有1%-60%之差異。
您如果有上述症狀，應提醒醫師您曾經去過恙蟲病危險地區，如此才能正確診斷，對症給藥，早日康復。
- 徵狀：
斑丘疹、焦痂（英语：Eschar）、脾臟和淋巴結腫大都是常見的徵狀。
- 化驗結果
白血球減少和肝功能異常在疾病初期很常見。
- 併發症
在疾病後期，會有肺炎、腦炎和心肌炎等併發症。

## 預防
- 軍人營外操練及教育或工作時，請儘量不要進入草叢地帶，注意不將皮膚暴露，最好穿著長袖衣褲、靴子、手套等，並每日沐浴換洗全部衣物。如必須在野外露營時，請先將營地之雜草剷除並以除草劑或殺蟲劑等噴灑，且最好將剷除之雜草予以焚化掩埋。
- 進入草叢地區持續塗抹防護驅蟲藥劑，以防止恙蟲叮咬。
- 含有食物的垃圾不可隔夜置放，如果無法馬上丟棄，應該將垃圾桶加蓋以免引來老鼠。
- 食具與廚具應於使用完畢以後儘快清洗，並保持廚房與居處的清潔。
- 封住屋子周圍之老鼠洞及所有空隙，以防止老鼠進入屋內。一般房屋的門窗必須裝有金屬紗網或鐵柵，其孔徑不可超過一公分，如果木質門戶下被鼠咬囓，應加裝鐵片覆蓋。

## 治療
以四環黴素類藥物為首選，氯黴素、利福平等也有療效，但副作用較強，一到兩天內即可退燒。 須注意若不治療的恙蟲病致死率可能達60%，通常為25%上下。

## 歷史
早在晋朝，葛洪已述及本病流行於华南一带，称之为沙虱热。
中文成语「別來無恙」中的「恙」字就是代表恙蟲，見《康熙字典》，即今時今日的恙蟎目動物。